# 小西哲
小西 哲（こにし あきら、1949年9月13日 - 2001年7月23日）は、日本の警察官僚、政治家、元衆議院議員。自由民主党員、派閥は橋本派所属。弟は元衆議院議員で近江八幡市長の小西理。

## 経歴
1949年9月13日、滋賀県近江八幡市で小西和彦、政子の長男として生まれた。野中広務の追悼演説によれば、少年期に両親の「慈愛に満ちた薫陶」や滋賀県の「自然の恵み」と「深い郷土愛」にはぐくまれたという。蒲生中学校（船岡中学校の前身）、彦根東高等学校、東京大学法学部を卒業。
1972年に警察庁に入庁し、広島県警交通指導課長に就任。1978年に厚生労働省公衆衛生局精神衛生課課長補佐、1982年に運輸省自動車局貨物課補佐官に就任。1984年から熊本県警警務部長、警察庁交通局交通指導課長、宮崎県警本部長、九州管区警察局総務部長、警察庁交通局交通規制課長などを歴任。
1996年9月、警察庁交通局交通規制課長を退職。その後、地元の政治家らの強い要請を受け、自由民主党滋賀県第二選挙区支部長に就任。1996年の第41回衆議院議員総選挙に滋賀2区から出馬した。しかし選挙2ヶ月前の帰郷といったこともあり、選挙準備も間に合わずに落選した。
2000年の第42回衆議院議員総選挙に再び出馬。公明党、保守党の推薦を受けた。小西は前回の選挙以来の政治活動から「政治の原点は生活の中」にあることを学んだとして、そのための景気回復や自身の若さ、大病を患った直後である現職・武村正義の健康不安を訴えた。結局、小西は武村を破って当選し、地元のさきがけ王国を破った。なお彼は当選後、「武村氏は立派な先輩。ご教授を得ながら地域発展に頑張る」とも語っている。
国会では地方行政委員会、青少年問題に関する特別委員会、政治倫理の確立及び公職選挙法改正に関する特別委員会、内閣委員会、決算行政監視委員会に所属した。2000年8月4日の地方行政委員会で初質疑に立った。地方分権とそれに伴う市町村合併の推進を唱え、そのための地方財政の健全化や環境税の導入などを訴えた。また元警察官僚の立場から、警察行政の改革や警察刷新会議の状況について質問した
。
しかし、同年9月から体調を崩して入院。その後症状が悪化し11月には危篤状態に陥ったが、12月上旬に意識が回復。以後はリハビリ治療を続け、2001年5月頃には「すっかり元気になり政治活動を再開する日が近い」とも言われるようになっていたが、2001年7月23日、国立国際医療センターで急死した（享年51）。結果的に、2000年8月4日の質問が最後の答弁となった。
同年9月1日に小西家と自民党県支部の合同葬が行われ、自民党幹部ら約1000人が参列した。国会では10月2日に野中広務が追悼演説を行った。野中とは古くから親交があり、「彼の命を縮めた責任のいったんは私にある」と後に語っている。

## 親族
小西理
実弟で小西の元秘書。
2001年に兄の死亡に伴う補欠選挙に出馬し当選。衆議院議員となるが、2005年の郵政国会では衆議院本会議の郵政法案採決では、党の方針に反して反対票を投じた。このため、2005年9月11日の第44回衆議院議員総選挙では自民党の公認を得られず、自民党に離党届を提出し、無所属で滋賀2区から出馬するが落選し、一時、政治活動の休止を宣言。その後、2010年7月11日の第22回参議院議員通常選挙に、無所属で滋賀県選挙区から出馬するも落選した。2018年に近江八幡市長に初当選した。
小西豊子
妻。小西は愛妻家としても知られ、二人で地元のカラオケ大会に参加するなどして、おしどり夫婦として知られた。夫の合同葬では「皆様のお役に立ちたいと一生懸命頑張る姿が目に浮かぶ。ご支援をいただきながら、恩返しもせず他界した夫を許してやってほしい」と礼を述べた。その後は、義弟の秘書を勤め、2002年7月に滋賀県議会彦根市選挙区での補欠選挙区に自民党から出馬した。この出馬は2003年に新滋賀2区に小西理が出馬するための試金石だったが、民主党の中沢啓子に敗北し落選。その後東京に戻っている。